# Te Puke

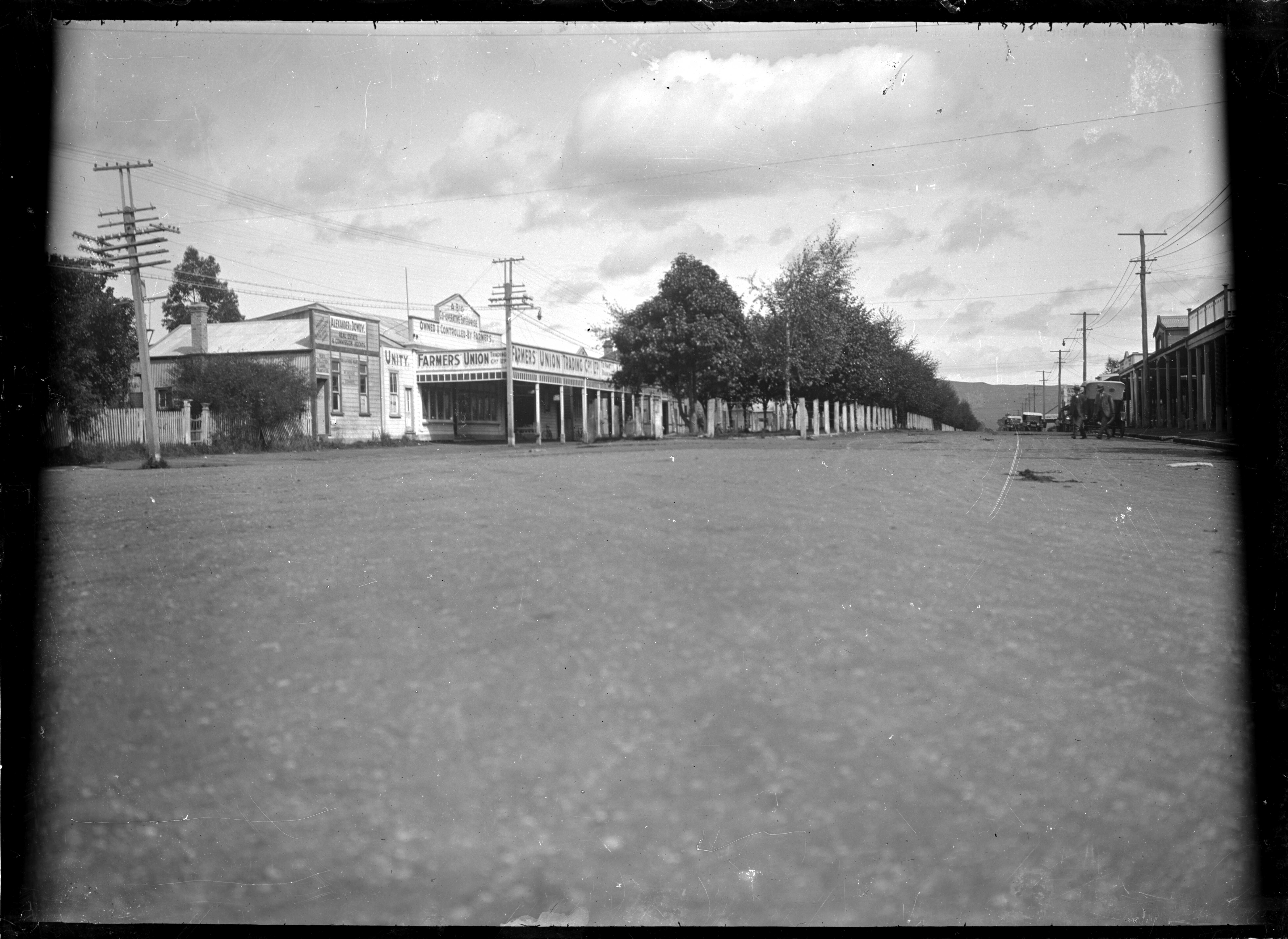

Te Puke est une petite ville de la région de la baie de l'Abondance en Nouvelle-Zélande. Elle est située à 20 kilomètres au sud-est de Tauranga, sur la route de Rotorua. Environ 6 770 personnes y vivent.
La ville se targue d'être la capitale mondiale de la culture du kiwi. On y cultive aussi d'autres fruits, dont l'orange, le citron, la pomme et surtout l'avocat.
La majeure partie des habitants travaillent dans l'industrie du kiwi, mais on trouve aussi quelques éleveurs de vaches laitières.
Le nom de la ville est un mot māori qui signifie la colline. On prononce « Té Pouki ».